# Герб Устьянского района
Герб Устьянского района — герб одного из муниципальных районов Архангельской области.

## Описание герба
«В лазоревом (голубом, синем) поле золотая кадка, сопровождаемая двумя золотыми медведями высыпающими из серебряных ковшей в кадку золотое зерно».

## Обоснование символики
Обоснование символики герба Устьянского района: В основу герба взята «Ссыпчина» — историческая традиция празднования Прокопьевской ярмарки в селе Бестужево, на которой все приезжающие на ярмарку ссыпали по мере зерна в общую кадку для варки пива, тем самым, подчеркивая равенство всех участников ярмарки. Пиво приготавливалось для угощения всех гостей из общей братыни, что служило символом общности и доверия людей друг к другу.
Медведи аллегорически символизируют участников ярмарки подчеркивая их силу, трудолюбие, упорство, а также природные особенности северного лесного края.
Голубой цвет говорит о реке Устья, именем которой назван район. Голубой цвет в геральдике — символ чести, славы, преданности, истины, красоты, добродетели и чистого неба.
Серебро в геральдике — символ простоты, совершенства, мудрости, благородства, мира, взаимосотрудничества.
Золото — символ прочности, богатства, величия, интеллекта и прозрения.
Герб языком аллегорий и геральдических символов гармонично отражает исторические традиции района, его название и место расположение.
Герб утвержден решением Собрания депутатов муниципального образования «Устьянский район» от 28 апреля 1999 года № 180
Герб внесен в Государственный геральдический регистр Российской Федерации под № 461